# Amber (bokserie)
Amber (originaltitel: The Chronicles of Amber) är en fantasy-bokserie skriven av Roger Zelazny. Böckerna är utgivna av förläggaren Doubleday mellan åren 1970 till 1991. B Wahlströms gav ut en svensk översättning av Ylva Spångberg. Serien består av tio böcker, där de första fem skildrar en berättelse om Corwin, prins av Amber, och de senare fem en annan berättelse om hans son Merlin. En TV-serie baserad på serien är planerad av Skybound Entertainment.